# Priston Tale
Priston Tale en coreano: 프리스톤테일에 es un videojuego de rol multijugador masivo en línea o MMORPG de fantasía en 3D desarrollado en Corea del sur por la empresa Yedang Online y lanzado al mercado en el año 2001.
El juego ha sido publicado en Japón, China, Tailandia, Vietnam, Reino Unido, Filipinas, Brasil y países de habla hispana.
PristonTale es un juego de estilo asiático, existen 10 clases de personajes a elegir y nos puede recordar al juego Diablo en algunas ocasiones.
La cámara de libre manejo permite tener una visión con un rango de movimiento de 360 grados, y la pelea con enemigos se da por secuencias de acción simples, contando cada personaje con habilidades que activan efectos visuales para hacer más llamativo el combate.
La adición de un sistema de cambio de clase ayuda a romper de cierta manera la monotonía del típico sistema de "nivel" de otros MMORPG, dando a los jugadores la libertad de elegir distintas maneras para desarrollar sus personajes.
Priston también es el nombre del continente ficticio que aparece dentro del juego, en el que se encuentran los tres pueblos principales Ricarten, Pillai y Navisko.
La secuela, Priston Tale 2, fue lanzada al mercado en febrero del año 2008.